# 中央北路 (北投)

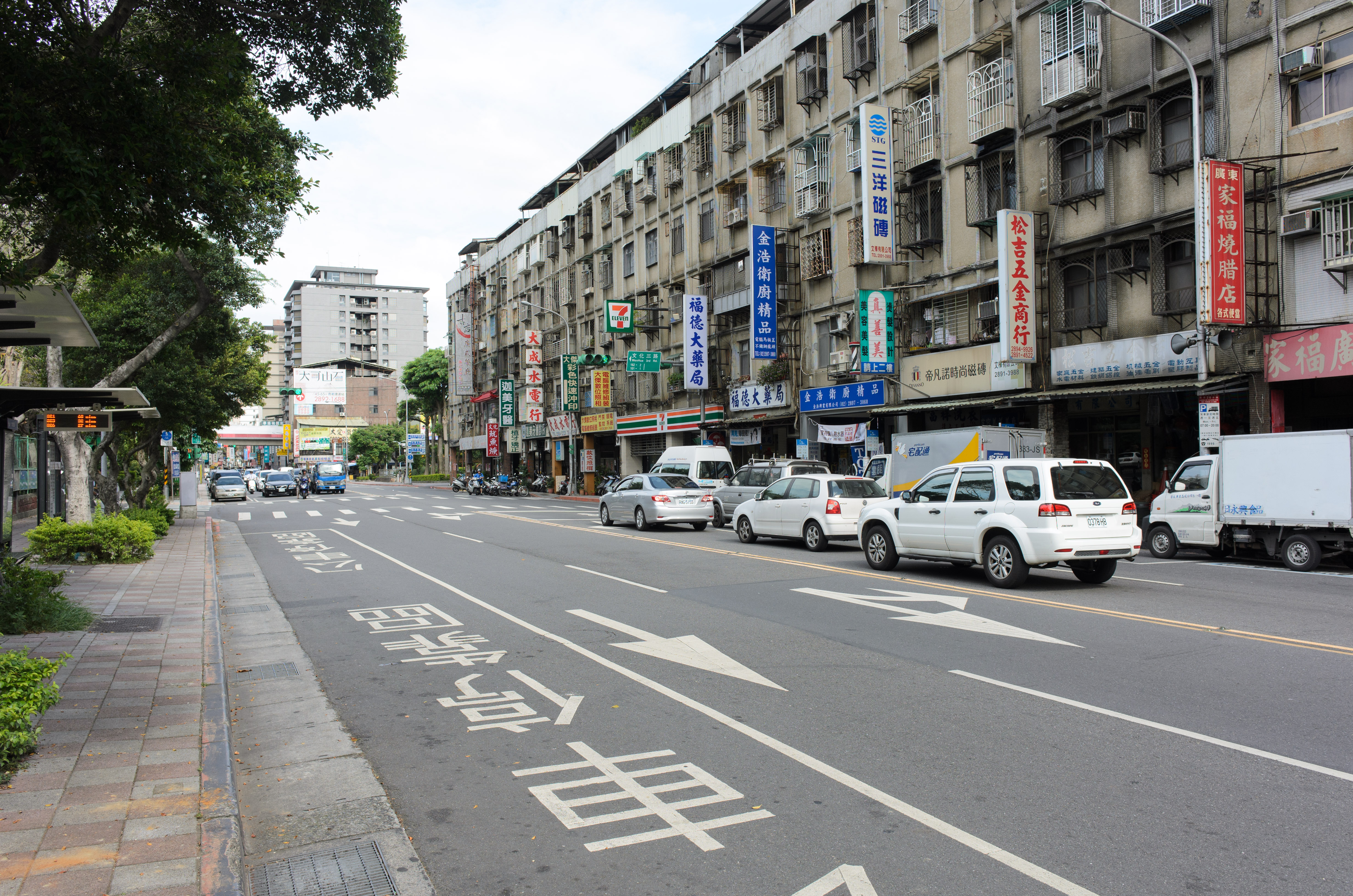
中央北路二段（2015年6月3日）。

中央北路是臺北市北投區的一條道路。起自北投派出所，終於關渡碼頭。與中央南路及光明路相連，貫穿北投精華區，東大業路相交，西大度路相交新北市淡水區民權路相連，形成一個扇型。沿途有北投國小、文化國小、桃源國中、關渡國小、國防大學復興崗校區，與她連結之學園路可通往台北藝術大學及台北城市科技大學。大度路未開通時，這條路是北投往關渡及淡水的唯一道路。一二段商店及高樓林立，三四段背向山，面向台北捷運淡水信義線軌道。

## 沿線設施
- 台北市公共自行車租賃系統國防大學站
- 國防大學復興崗校區（70號）
- 中國電影製片廠-A攝影棚、錄音室（400號）

## 外部連結
- 吳苡辰.北投 中央北路一段生活圈 擁雙捷運 機能完整 公寓每坪27萬起[].蘋果日報.2010-12-07